# 1931

## Събития

### В България
- 29 юни – Съставено е четиридесет и шестото правителство на България, начело с Александър Малинов.
- 12 октомври – Съставено е четиридесет и седмото правителство на България, начело с Никола Мушанов.

### По света
- 1 май – Открит е небостъргачът Емпайър Стейт Билдинг в Ню Йорк, който в продължение на няколко десетилетия ще бъде най-високата сграда в света.
- Кралят на Испания, Алфонсо XIII, напуска страната след 45 години управление.
- Япония окупира Манджурия.
- Хенри Милър написва „Тропикът на Рака“.
- Иля Илф и Евгений Петров написват „Златният телец“.
- Мексиканският археолог Алфонсо Касо започва мащабни археологически разкопки на Монте Албан

## Родени
- Георги Б. Гугалов, български футболист
- Никола Корчев, български скулптор († 2006 г.)
- 1 януари – Първан Стефанов, български поет, преводач и драматург († 2012 г.)
- 6 януари – Едгар Лорънс Доктороу, американски писател († 2015 г.)
- 9 януари – Алгис Будрис, американски писател († 2008 г.)
- 14 януари – Катерина Валенте, италианска певица († 2024 г.)
- 15 януари – Алън Скофийлд, южноафрикански писател и журналист († 2017 г.)
- 16 януари – Йоханес Рау, президент на Германия († 2006 г.)
- 18 януари – Ивелин Димитров, български музикант († 2008 г.)
- 20 януари – Савако Арийоши, японска писателка († 1984 г.)
- 22 януари – Сам Кук, американски музикант († 1964 г.)
- 28 януари – Сакьо Комацу, японски писател († 2011 г.)
- 29 януари
  - Герт Хофман, немски писател († 1993 г.)
  - Ференц Мадъл, унгарски политик и президент на Унгария († 2011 г.)
- 1 февруари – Борис Елцин, руски политик († 2007 г.)
- 4 февруари – Благоя Иванов, писател от Република Македония
- 9 февруари
  - Йозеф Масопуст, чешки футболист († 2015 г.)
  - Пенчо Стоянов, български композитор († 2020 г.)
  - Томас Бернхард, австрийски писател († 1989 г.)
- 11 февруари – Георги Богословов, български керамик
- 16 февруари – Алфред Колерич, австрийски писател
- 18 февруари
  - Надежда Драгова, български литературовед и драматург
  - Тони Морисън, американска писателка, лауреат на Нобелова награда за литература през 1993 г.
- 24 февруари – Славе Македонски, български писател, македонист († 2002 г.)
- 2 март – Михаил Горбачов, съветски политик, лауреат на Нобелова награда за мир през 1990 г. († 2022 г.)
- 11 март – Калиник Врачански, врачански митрополит († 2016 г.)
- 22 март – Димитър Стойков, български акордеонист и композитор
- 23 март
  - Виктор Корчной, руски шахматист († 2016 г.)
  - Иван Димитров Иванов, български инженер и учен
- 24 март – Иван Теофилов, български поет и драматург
- 1 април
  - Ролф Хохут, немски драматург
  - Петър Пашов, български езиковед († 2009 г.)
- 4 април – Проф. Георги Мандов, български професор по геология
- 7 април – Тед Кочев, канадски режисьор († 2025 г.)
- 13 април
  - Дан Гърни, пилот и конструктор от САЩ, Формула 1 († 2018 г.)
  - Ненко Токмакчиев, български художник († 2014 г.)
  - Никон Агатополски, български духовник († 2002 г.)
- 14 април – Димитър Добрев, български борец
- 28 април – Димитър Овчаров, български археолог и изкуствовед († 2013 г.)
- 3 май – Хироказу Каназава, японски каратист
- 10 май
  - Еторе Скола, италиански кинорежисьор († 2016 г.)
  - Георги Караманев, български политик и общественик
- 17 май – Георги Христов, български журналист
- 24 май – Майкъл Лонсдейл, британско-френски актьор
- 26 май – Илия Буржев, български поет († 2008 г.)
- 27 май – Филип Котлър, маркетинг специалист
- 31 май – Хуан Карлос Копес, аржентински хореограф
- 3 юни – Раул Кастро, кубински политик
- 6 юни
  - Георги Кандиларов, български юрист
  - Сали Мугабе, първа дама на Зимбабве (1980 – 92) († 1992 г.)
- 10 юни – Жоао Жилберто, бразилски музикант
- 20 юни – Олимпия Дукакис, американска актриса от гръцки произход
- 22 юни – Теруюки Окадзаки, японски каратист
- 27 юни – Мартинус Велтман, нидерландски физик, лауреат на Нобелова награда за физика през 1999 г.
- 28 юни – Юрг Федершпил, швейцарски писател († 2007 г.)
- 1 юли
  - Лесли Карон, френско-американска актриса
  - Сейни Кунче, нигерски военен диктатор († 1987 г.)
  - Станислав Гроф, чешки психолог и психиатър
- 6 юли – Антонела Луалди, италианска актриса
- 7 юли – Дейвид Едингс, американски писател († 2009 г.)
- 31 юли – Ник Болетиери, американски треньор по тенис
- 8 август – Александър Баров, български архитект († 1999 г.)
- 9 август – Йозеф Киршнер, австрийски писател († 2016 г.)
- 15 август – Георги Кекеманов, български футболист († 1990 г.)
- 27 август – Шри Чинмой, мистик, духовен водач и деец за мир († 2007 г.)
- 31 август – Ангел Заберски, български композитор († 2011 г.)
- 3 септември – Самир Амин, египетски политикономист († 2018 г.)
- 10 септември – Изабел Колгейт, английска писателка
- 12 септември – Иън Холм, британски актьор
- 15 септември
  - Димитър Бучков, български учен
  - Марко Недялков, български поет († 1993 г.)
- 17 септември – Ан Банкрофт, американска актриса († 2005 г.)
- 19 септември – Мария Апостолова, български художник
- 21 септември – Лари Хагман, американски актьор († 2012 г.)
- 25 септември – Стоян Дуков, български художник-аниматор, режисьор и сценарист († 2018 г.)
- 26 септември – Пенчо Богданов, български строителен инженер († 2000 г.)
- 30 септември – Милко Бобоцов, български шахматист († 2000 г.)
- 7 октомври – Дезмънд Туту, южноафрикански духовник († 2021 г.)
- 8 октомври – Васил Метев, български физик († 2007 г.)
- 9 октомври – Николай Черних, руски астроном († 2004 г.)
- 13 октомври – Раймон Копа, френски футболист († 2017 г.)
- 19 октомври – Маноло Ескобар, испански певец († 2013 г.)
- 20 октомври – Хана Хегерова, словашко-чешка певица и актриса († 2021 г.)
- 25 октомври – Ани Жирардо, френска актриса († 2011 г.)
- 2 ноември – Николай Генчев, български историк († 2000 г.)
  - Иван Тренев, български поет († 2024 г.)
- 5 ноември – Айк Търнър, американски музикант († 2007 г.)
- 6 ноември – Майк Никълс, американски режисьор († 2014 г.)
- 7 ноември – Орлин Орлинов, български поет († 2013 г.)
- 8 ноември – Николай Минев, български шахматист
- 26 ноември – Адолфо Перес Ескивел, аржентински скулптор
- 3 декември – Франц Йозеф Дегенхарт, немски писател († 2011 г.)
- 11 декември
  - Роналд Дуоркин, американски философ († 2013 г.)
  - Ошо, духовен учител, философ († 1990 г.)
- 18 декември – Гунел Линдблом, шведска актриса
- 21 декември – Георги Найденов, български футболист († 1970 г.)
- 27 декември
  - Джон Чарлс, уелски футболист и треньор († 2004 г.)
  - Йозеф Лапид, израелски журналист и политик († 2008 г.)
- неизвестна дата:
  - Фарук Кадуми, политик
  - Стивън Констант, британски публицист от български произход

## Починали
- Стефан Караджов, български икономист
- Цветан Радославов, български учител
- 3 януари – Жозеф Жак Сезар Жофр, френски маршал
- 19 януари
  - Димитър Бръзицов, български публицист
  - Петър Пешев, български политик
- 11 февруари – Веранъс Алва Мур, американски бактериолог и патолог (р. 1859 г.)
- 1 март – Елисей Манов, български обществен деец
- 7 март – Аксели Гален-Калела, финландски художник (р. 1865 г.)
- 11 март – Фридрих Мурнау, немски филмов режисьор
- 27 март – Арнолд Бенет, английски писател и критик (р. 1867 г.)
- 10 април
  - Халил Джибран, ливанско-американски поет, писател, философ и художник (р. 1883 г.)
  - Халил Джубран, ливанско-американски писател
- 26 април – Джордж Мийд, американски философ
- 29 май – Михаил Ганчев, български военен деец
- 5 юли – Евтим Спространов, български просветен и обществен деец (р. 1868 г.)
- 12 юли – Натан Сьодерблум, шведски теолог
- 15 август – Алберт Сониксен, Американски журналист
- 3 октомври – Стефан Белов, български военен деец
- 18 октомври – Томас Едисън, американски изобретател (р. 1847 г.)
- 19 октомври – Стефан Панаретов, български учен, дипломат и политик (р. 1853 г.)
- 17 ноември – Георги Атанасов, български композитор и диригент
- 18 ноември – Иван Фичев, български военен деец
- 14 декември – Марин Василев, български скулптор (р. 1867 г.)

## Нобелови награди
- Физика – наградата не се присъжда
- Химия – Карл Бош, Фридрих Бергиус
- Физиология или медицина – Ото Варбург
- Литература – Ерик Аксел Карлфелт
- Мир – Джейн Адамс, Никълъс Мъри Бътлър

Вижте също:
- календара за тази година